# Granat-4
Granat-4 (ros. Гранат-4) – rosyjski dron przeznaczony do prowadzenia rozpoznania i walki elektronicznej, wykorzystywany przez Siły Zbrojne Federacji Rosyjskiej.

## Opis
Granat-4 jest konstrukcją opartą na wcześniej opracowanym przez firmę JSC Aerokon (ros. АО Аэрокон) dronie Rubież-20 (ros. Рубеж-20). Jest produkowany w zakładach Iżewskie Systemy Bezzałogowe (ros. ООО «Ижевские беспилотные системы») w Iżewsku. Jest przeznaczony do prowadzenia obserwacji powierzchni ziemi, obiektów, autostrad, siły żywej oraz sprzętu w czasie zbliżonym do rzeczywistego oraz rozpoznania radiowego, identyfikacji źródeł promieniowania w zakresie radiowym, zagłuszania i tłumienia sprzętu elektronicznego. W 2015 r. został wprowadzony na wyposażenie jednostek Centralnego Okręgu Wojskowego Sił Zbrojnych Federacji Rosyjskiej. W grudniu 2018 r. został wykorzystany w rejonie Tambowa podczas manewrów jednostek wojskowych Zachodniego Okręgu Wojskowego SZ FR. W tym samym czasie dron został wykorzystany podczas manewrów Centralnego Okręgu Wojskowego pod Nowosibirskiem.
Dron został zaprezentowany na Międzynarodowym Forum Wojskowo-Technicznym „ARMIA-2019”. Jewgenij Zajcew, zastępca dyrektora ds. rozwoju firmy Iżmasz, oświadczył, że Granat-4 jest dostarczany Siłom Zbrojnym FR. Ponadto zakupem konstrukcji są zainteresowane kraje azjatyckie i afrykańskie.
Przenosi wyposażenie rejestrujące służące prowadzeniu działalności w zakresie światła widzialnego, podczerwieni oraz rozpoznania radioelektronicznego. Może być również wykorzystany jako latająca stacja retranslacyjna. Dron pracuje jako część składowa kompleksu, w skład którego wchodzi naziemne stanowisko kontroli, dwa drony, komplet wymiennych modułów zasilania i kompleks transportowo-startowy na bazie pojazdu KamAZ. Przygotowanie do startu zajmuje 20 minut, dron jest obsługiwany przez czterech żołnierzy. Jest napędzany przez silnik tłokowy o średnim zużyciu paliwa wynoszącym 0,4 l/h, może pracować w temperaturach od -30 °C do +40 °C. Start odbywa się z wykorzystaniem katapulty, lądowanie z wykorzystaniem spadochronu.

## Użycie bojowe
Federacja Rosyjska przekazała bliżej niesprecyzowaną ilość egzemplarzy drona dostosowanego do pracy z systemami walki elektronicznej RB-341V Lejer-3 oraz wsparcia artyleryjskiego Nawodczik-2 siłom separatystycznej Donieckiej Republiki Ludowej. W listopadzie 2014 r. Granat-4 został zestrzelony przez Siły Zbrojne Ukrainy w pobliżu miasta Szczastia w obwodzie ługańskim. W połowie stycznia 2015 r. pojawiły się zdjęcia kolejnego egzemplarza drona zestrzelonego nad terenem Ukrainy, który przenosił wyposażenie służące do walki radioelektronicznej. Dron został również użyty przez wojska rosyjskie na terenie Syrii. W grudniu 2016 r. dwa drony zostały skierowane na poszukiwanie miejsca katastrofy samolotu Tu-154 Ministerstwa Obrony, który rozbił się w Morzu Czarnym niedaleko Soczi.

## Galeria

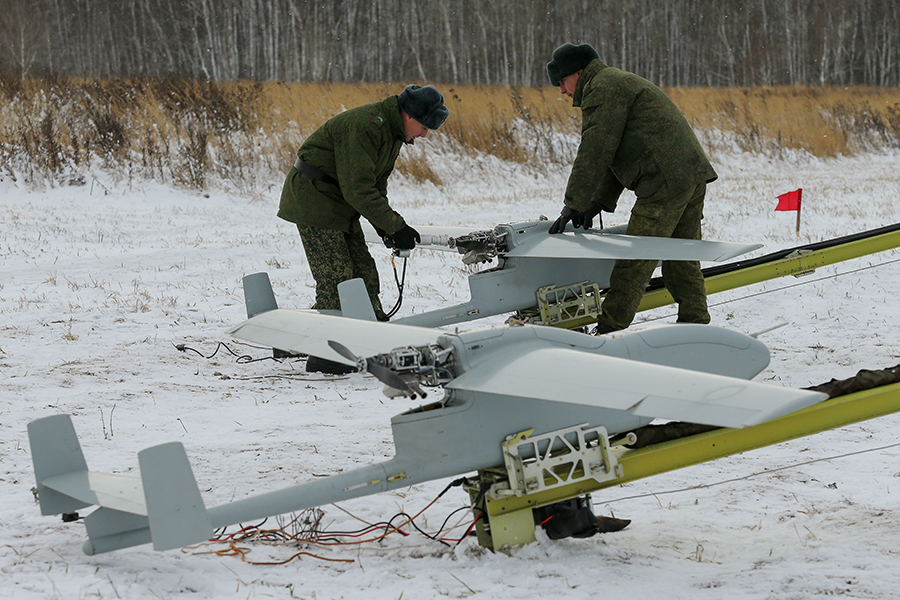
Drony Granat-4 na stanowisku startowym
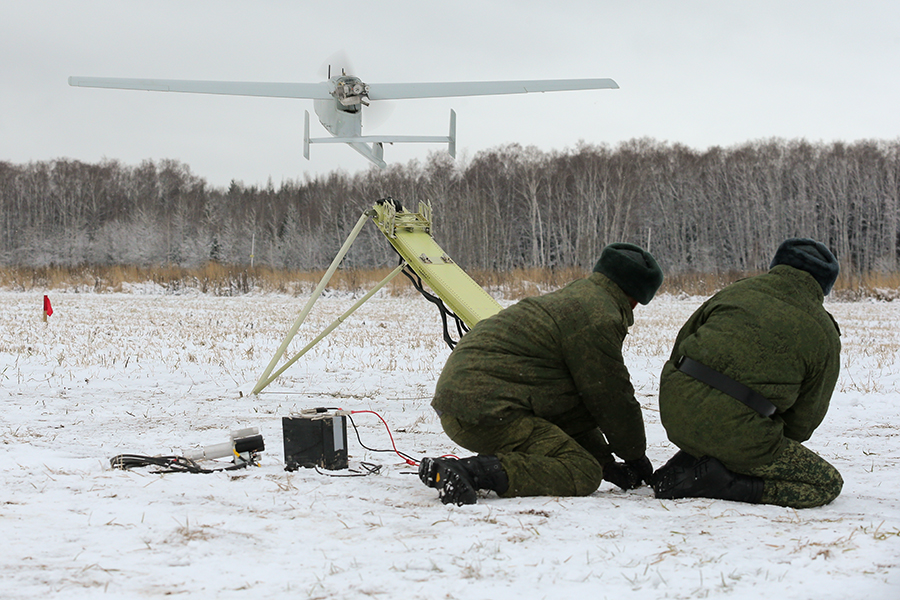
Start drona
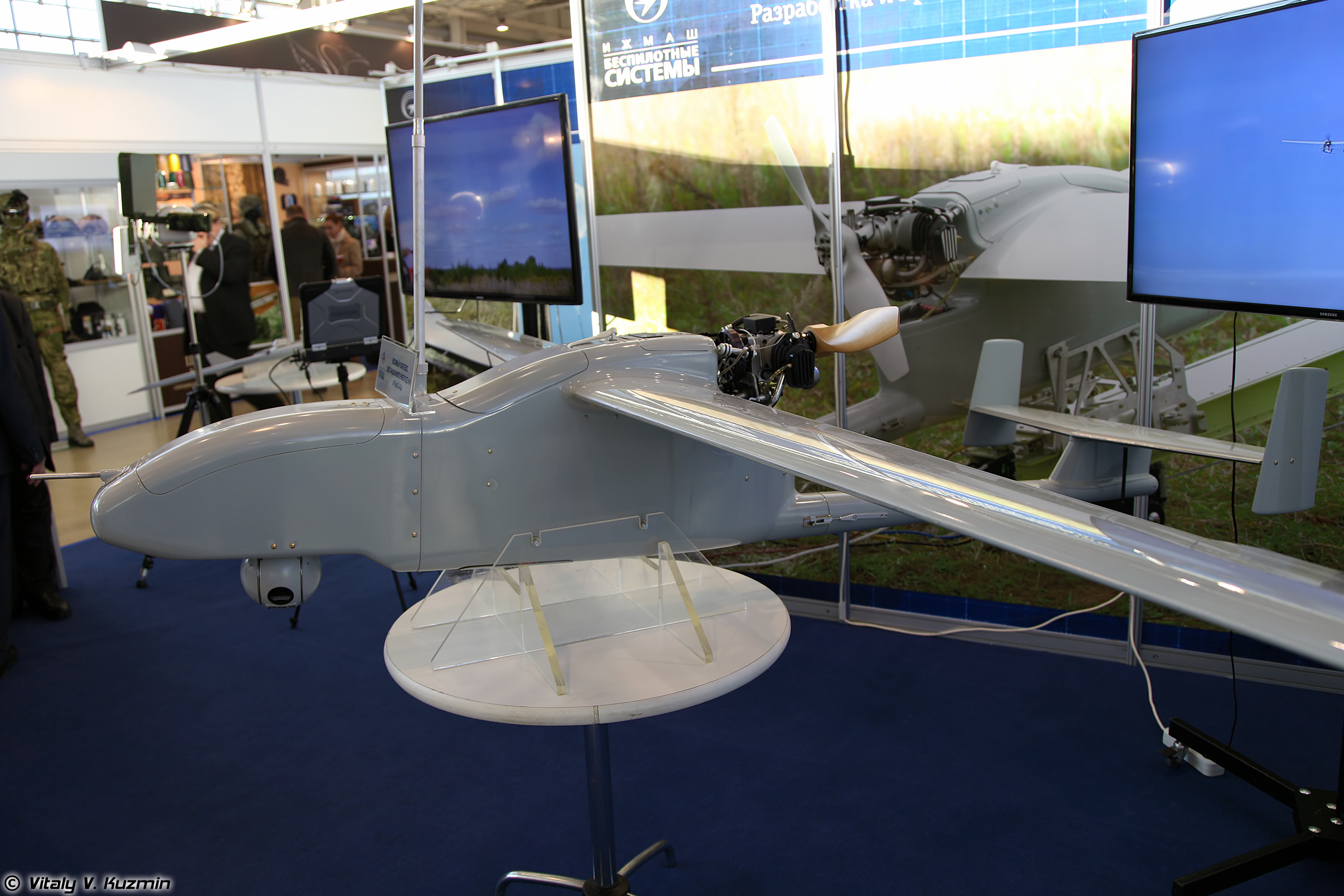
Granat-4 podczas targów Interpolitex-2015
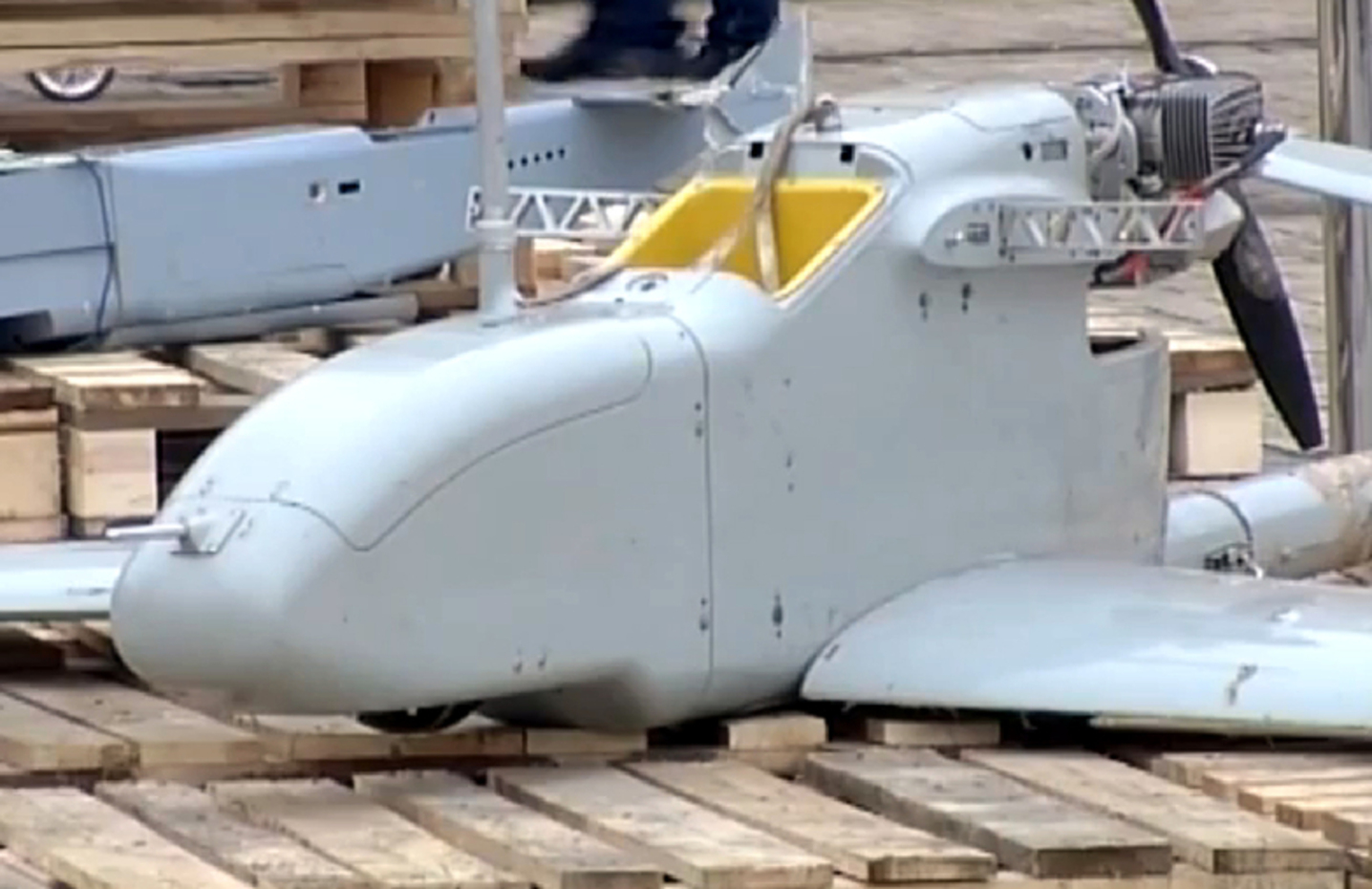
Granat-4 zestrzelony przez wojska ukraińskie i prezentowany w dniach 21–28 lutego 2015 r. w centrum Kijowa